# Pseudocyriocrates strandi
Pseudocyriocrates strandi là một loài bọ cánh cứng trong họ Cerambycidae.